# Oliver Twist (film 1912 Bentley)
Oliver Twist è un film muto britannico del 1912 diretto da Thomas Bentley.
È il secondo lungometraggio basato sull'opera di Charles Dickens, dopo il film americano prodotto dalla General Film Company nello stesso anno.
Secondo quelle che erano le convenzioni dell'epoca e la pratica stabilitasi nelle rappresentazioni teatrali dell'Ottocento, il ruolo (maschile) di protagonista fu affidato ancora una volta ad una attrice. In questa, che è la prima versione britannica, si punta su un nome famoso, l'inglese Ivy Millais, allora quasi trentenne, già celebrata per le sue interpretazioni teatrali dell'opera nella parte di Oliver. Per il regista Thomas Bentley si trattava invece della prima prova, che fu per lui l'inizio di una lunga carriera.
Il soggetto era così popolare che passeranno soli pochi anni prima che un'altra versione fosse prodotta nel 1916 negli Stati Uniti.

## Trama
Un orfano di nome Oliver Twist incontra un borseggiatore per le strade di Londra. Da lì, si unisce alla famiglia di ragazzi che sono addestrati a rubare per il loro padrone.

## Produzione
Il film fu prodotto dalla Hepworth Company.

## Distribuzione
Distribuito dalla Hepworth Company, il film uscì nelle sale cinematografiche britanniche il 24 ottobre 1912 per circolare quindi anche internazionalmente.